# IC 4392
IC 4392 bezeichnet im Index-Katalog viele scheinbar dicht beieinander liegende Sterne im Sternbild Jungfrau. Der Katalogeintrag geht auf eine Beobachtung des Astronomen DeLisle Stewart im Jahr 1899 zurück.